# Ono no Takamura

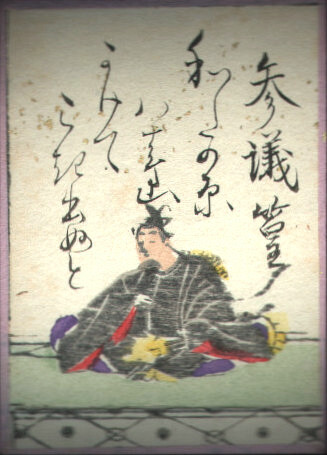
Ono no Takamura dans le Hyakunin Isshu.

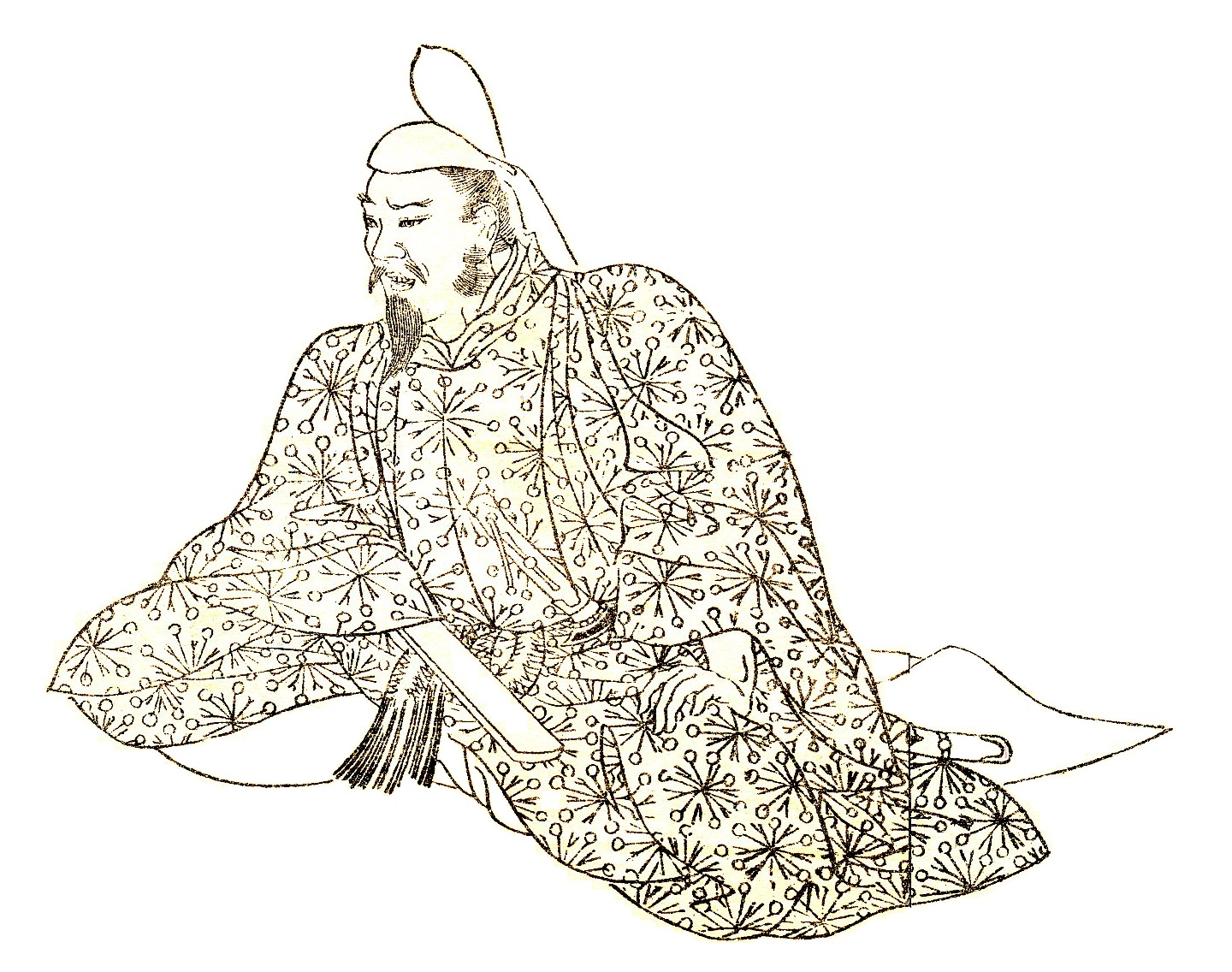
Ono no Takamura, par Kikuchi Yosai, illustration du Zenken Kojitsu.

Ono no Takamura est un nom japonais traditionnel ; le nom de famille (ou le nom d'école), Ono no, précède donc le prénom (ou le nom d'artiste).
Ono no Takamura (小野篁) (802 - 3 février 853) ou Sangi Takamura (参議篁) est un poète, fonctionnaire et érudit japonais du début de l'époque de Heian.

## Biographie
Il descend de Ono no Imoko qui a participé aux deux missions japonaises dans la Chine des Sui, son père est Ono no Minemori et il est le grand-père d'Ono no Michikaze, l'un des trois fameux calligraphes (三跡, sanseki). Il est également un ancêtre direct de la poétesse Ono no Komachi.
En 834, il est nomme kintōshi et désigné pour prendre part à une ambassade en Chine, mais, en 838, après une dispute avec Fujiwara no Tsunetsugu, le chef de la mission, il abandonne ses fonctions au prétexte d'une maladie, ce qui entraîne la colère de l'empereur Saga qui l'envoie en exil dans la province d'Oki. En deux ans, il regagne la confiance de la Cour et retourne dans la capitale où il est promu au rang de sangi.

## Légendes
Takamura est le sujet d'un certain nombre d'histoires étranges et de légendes. Une des plus singulières d'entre elles rapporte que toutes les nuits il descend au fond d'un puits jusqu'en enfer pour conseiller le diable (閻魔大王, enma daiō) dans ses jugements (裁判, saiban). À Sataku, près de Kyoto, il y a une tombe attribuée à Takamura. Près de cette tombe s'en trouve une autre, marquée Murasaki Shikibu, avec une légende indiquant qu'elle fut placée là par le diable lui-même pour la punir de la luxure (愛欲, aiyoku) qui la faisait descendre en enfer.
Dans le Uji Shūi monogatari, se trouve l'histoire suivante destinée à illustrer l'esprit de Takamura. Un jour, dans le palais de l'empereur Saga, quelqu'un déploie un rouleau portant l'inscription  « 無善悪 ». Personne dans le palais n'est capable d'en déchiffrer la signification. L'empereur ordonne alors à Takamura de le lire et il répond : « Sans le mal, il n'y a pas de bonté (悪無くば善からん, saga nakuba yokaran) », lisant le caractère pour mal (悪, aku) « saga » pour désigner l'empereur Saga. Celui-ci est furieux de son audace et affirme que, parce que Takamura est capable de lire le texte, il doit être celui qui l'a mis en place en premier lieu. Cependant, Takamura plaide son innocence, disant qu'il n'a fait que déchiffrer la signification du rouleau, ce à quoi l'empereur répond : « Alors, tu peux donc déchiffrer n'importe quel texte, n'est-ce-pas ? ». Il demande alors à Takamura de lire une séquence de douze caractères pour le mot enfant (子):  « 子子子子子子子子子子子子 ». Takamura répond immédiatement neko no ko no koneko, shishi no ko no kojishi (猫の子の子猫、獅子の子の子獅子), utilisant les différentes lectures possibles de ne, ko et shi/ji. Cela se traduit par « le petit du chat » (猫, neko), chaton (子猫, koneko), et « le petit du lion » (獅子, shishi), lionceau (子獅子, kojishi). L'empereur est amusé de la répartie de Takamura et lève son accusation.
Takamura est aussi le principal personnage du conte Takamura Monogatari.

## Descendants
Tandis qu'Ono no Michikaze et Ono no Komachi sont les descendants directs de Takamura, celui-ci compte également de nombreux descendant parmi les samouraïs. En particulier, les noms de plusieurs samouraïs tels que Notarō (野太郎), Onota (小野太), Yatarō (弥太郎) et Koyata (小弥太) font remonter à Takamura.

## Poésie
Six de ses poèmes waka sont inclus dans l'anthologie impériale Kokin Wakashū (335, 407, 829, 845, 936 et 961) et un dans le Ogura Hyakunin Isshu (n°11).